# Miloslav Šonka
Miloslav Šonka (9. srpna 1923 Slavňovice – 13. dubna 2014 Praha) byl český akademický sochař a restaurátor (člen Skupiny 66), žák Prof. Jana Laudy a Prof. Karla Pokorného. Jeho díla, většinou monumentálních rozměrů, lze nalézt nejen v Praze ale i v mnoha městech České republiky. Znám je svými portréty kulturních a někdejších politických osobností a interierovými plastikami z pracovního prostředí (s tematikou práce a života lidu).

## Tvorba
- Plastika Zemědělství [2]

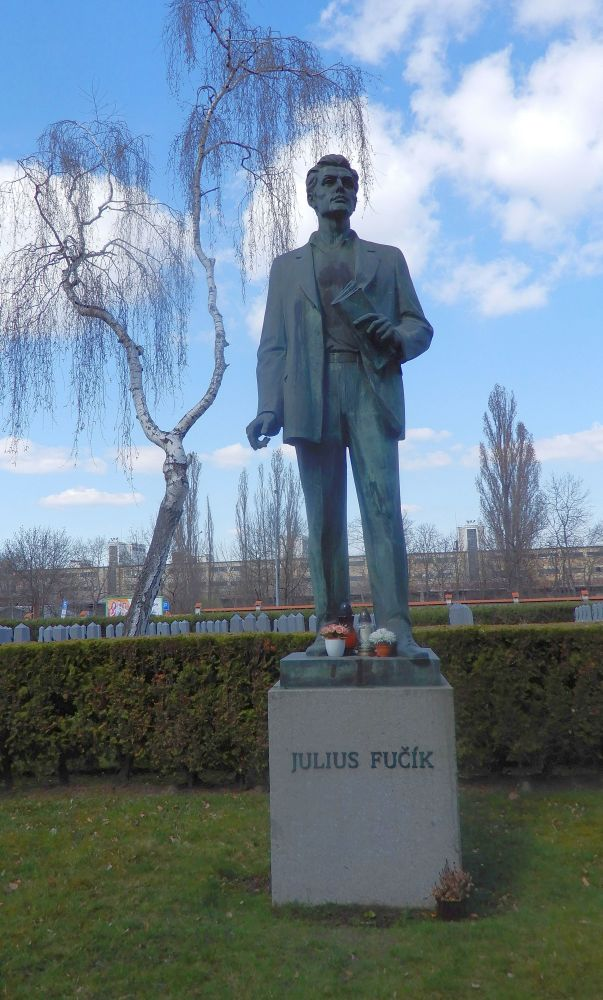
Pomník Julia Fučíka na Olšanských hřbitovech

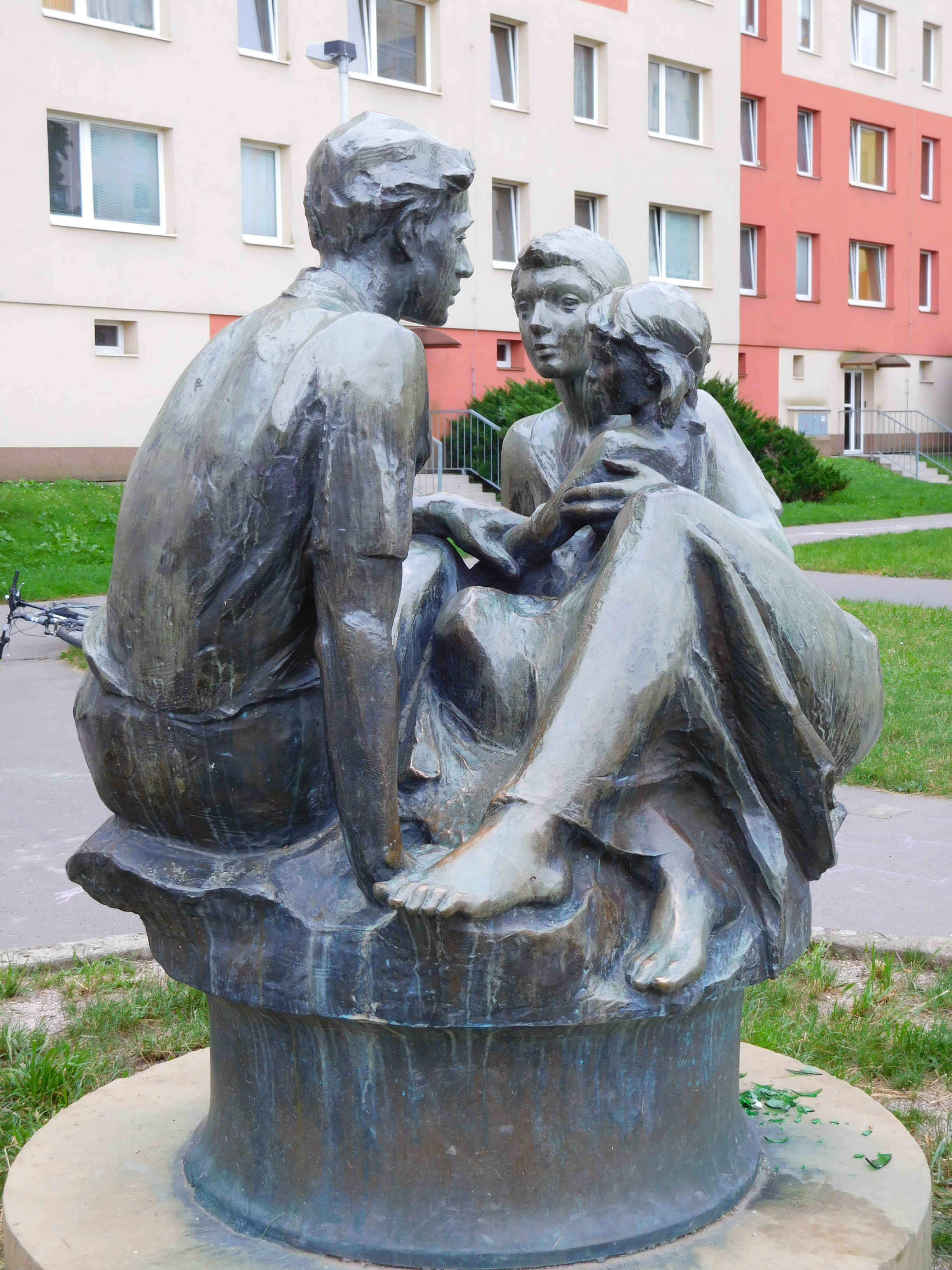
Sousoší Rodina v Hostivaři

- Plastika Průmysl (pro Národní památník na Vítkově) [2]
- Pomník Julia Fučíka (pro Františkovy Lázně) [2]
- Bronzová socha Jiřího Wolkera (z roku 1984, instalováno 1987) v parku Přátelství v Praze na Proseku [4]
- Plastika Rodina (1986) z litého brozu (Galerie hlavního města Prahy, inventární č.: Veřejná Plastika VP - 201) umístění: Praha 10, Hostivař, Sídliště Na Košíku (50°02′49″ s. š., 14°31′09″ v. d.) [5]
- Cínová plastika Rodina (1985), figurální námět (45 cm), Severočeská galerie výtvarného umění v Litoměřicích (invent. číslo P 422)[6]
- Mramorová plastika Mateřství (1988), figurální námět (55 cm), Severočeská galerie výtvarného umění v Litoměřicích (invent. číslo P 474)[7]
- Plastika Žena sedící z pálené hlíny (Galerie hlavního města Prahy, inventární č.: Plastika P - 535) (rozměry: výška 75.0 cm)[8]
- Bronzová busta Valcíř (Galerie hlavního města Prahy, inventární č.: Plastika P - 928) (rozměry: výška 50.0 cm, šířka 60.0 cm) [9]
- Sádrová patinovaná busta Julius Fučík (Galerie hlavního města Prahy, inventární č.: Plastika P - 1122) (rozměry: výška 59.0 cm)[10]

### Pomník Julia Fučíka
- Bronzový pomník Julia Fučíka (signovaný M.ŠONKA a datovaný 1978) stával původně poblíž hlavní brány Výstaviště Praha[11] (U Výstaviště, Praha 7; místo dříve označované jako prostranství před Parkem kultury a oddechu Julia Fučíka) v Praze. Po více než dvacet let trvajícím pobytu sochy v depozitáři Galerie hlavního města Prahy byla socha restaurována a dne 23. listopadu 2012 byla slavnostně znovuodhalena na Olšanských hřbitovech (GPS souřadnice: 50°04′57″ s. š., 14°28′27″ v. d.) při Čestném vojenském pohřebišti sovětských rudoarmějců [12], v blízkosti sochy Jožky Jabůrkové (od akademické sochařky Věry Merhautové).[13]

### SousošíPamátce revolučních bojů ...
- Kamenné sousoší Památce revolučních bojů dělnické třídy Jablonecka je tvořené třemi postavami (dva muži, starší a mladý, a žena) a je typickou ukázkou zobrazení dělnické třídy ve stylu tzv. socialistického realismu. Sousoší bylo postaveno v Jablonci nad Nisou (roh Podhorské a Mlýnské ulice[11]) na politickou objednávku v roce 1985.[3]